# Indy Lights 2008

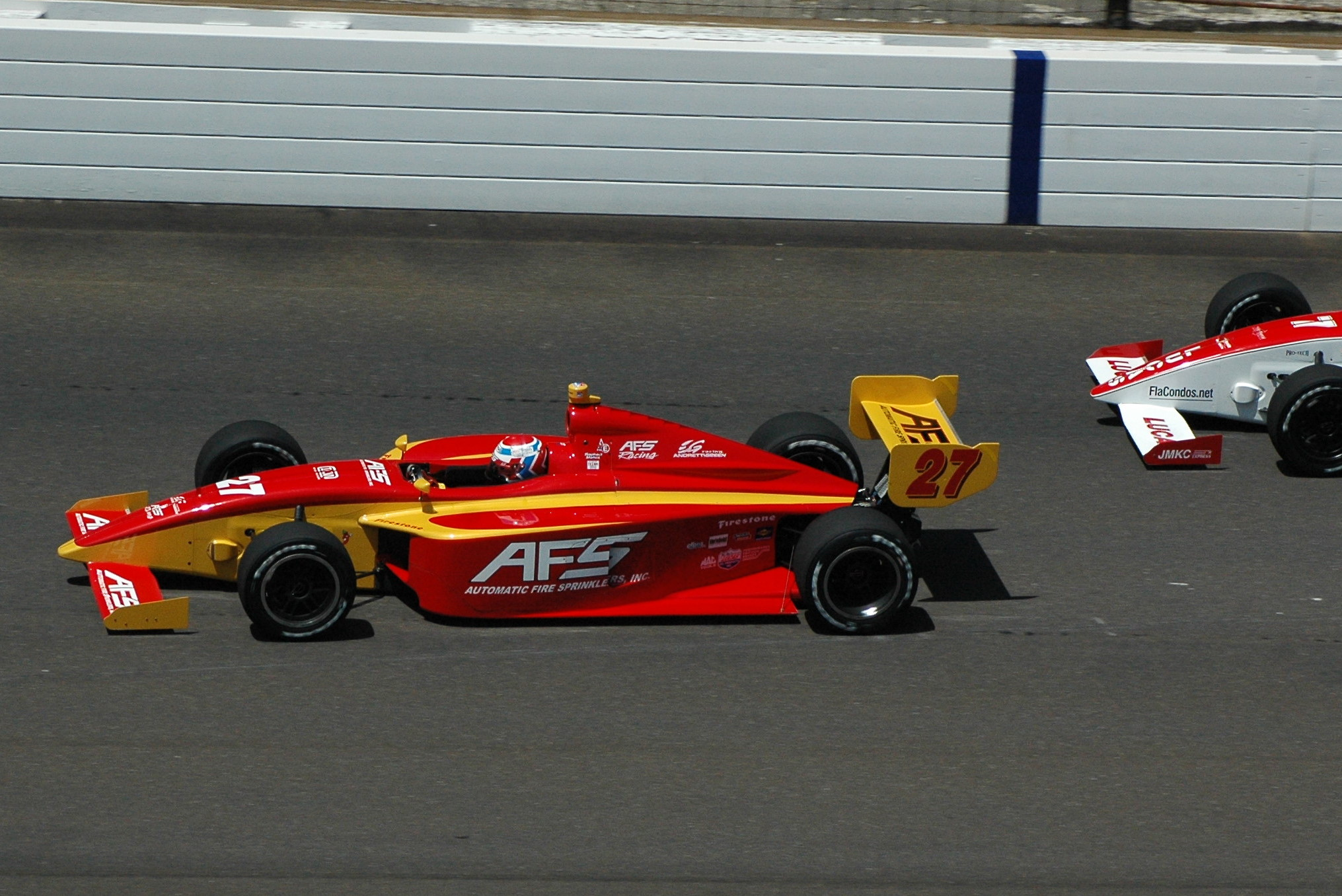
Le champion Indy Lights 2008 Raphael Matos durant le Firestone Freedom 100

Le championnat Indy Lights 2008 a été remporté par le pilote brésilien Raphael Matos sur une monoplace de l'écurie Andretti Green/AFS Racing,.

## Règlement
- Tous les pilotes sur Dallara.

## Courses de la saison 2008
| Date        | Lieu           | Vainqueur         | Nationalité | Écurie                    |
| ----------- | -------------- | ----------------- | ----------- | ------------------------- |
| 29 mars     | Miami          | Dillon Battistini | Royaume-Uni | Panther Racing            |
| 5 avril     | St. Petersburg | Raphael Matos     | Brésil      | Andretti Green/AFS Racing |
| 6 avril     | St. Petersburg | Richard Antinucci | États-Unis  | Sam Schmidt Motorsports   |
| 27 avril    | Kansas         | J. R. Hildebrand  | États-Unis  | RLR Andersen Racing       |
| 23 mai      | Indianapolis   | Dillon Battistini | Royaume-Uni | Panther Racing            |
| 1er juin    | Milwaukee Mile | Bobby Wilson      | États-Unis  | Team E                    |
| 21 juin     | Iowa           | Dillon Battistini | Royaume-Uni | Panther Racing            |
| 5 juillet   | Watkins Glen   | Raphael Matos     | Brésil      | Andretti Green/AFS Racing |
| 5 juillet   | Watkins Glen   | Richard Antinucci | États-Unis  | Sam Schmidt Motorsports   |
| 12 juillet  | Nashville      | Ana Beatriz       | Brésil      | Sam Schmidt Motorsports   |
| 19 juillet  | Mid-Ohio       | Raphael Matos     | Brésil      | Andretti Green/AFS Racing |
| 20 juillet  | Mid-Ohio       | James Davison     | Australie   | Sam Schmidt Motorsports   |
| 9 août      | Kentucky       | Dillon Battistini | Royaume-Uni | Panther Racing            |
| 23 août     | Sonoma         | Franck Perera     | France      | Guthrie Racing            |
| 24 août     | Sonoma         | Pablo Donoso      | Chili       | Team Moore Racing         |
| 7 septembre | Chicagoland    | Arie Luyendyk Jr. | Pays-Bas    | Andretti Green/AFS Racing |

## Classement des pilotes
| Classement | Pilote             | Pays             | Écurie                                       | Nombre de points |
| ---------- | ------------------ | ---------------- | -------------------------------------------- | ---------------- |
| 1er        | Raphael Matos      | Brésil           | Andretti Green/AFS Racing                    | 510              |
| 2e         | Richard Antinucci  | États-Unis       | Sam Schmidt Motorsports                      | 478              |
| 3e         | Ana Beatriz        | Brésil           | Sam Schmidt Motorsports                      | 449              |
| 4e         | Arie Luyendyk Jr.  | Pays-Bas         | Andretti Green/AFS Racing                    | 428              |
| 5e         | J. R. Hildebrand   | États-Unis       | RLR Andersen Racing                          | 409              |
| 6e         | Dillon Battistini  | Royaume-Uni      | Panther Racing                               | 385              |
| 7e         | Pablo Donoso       | Chili            | SWE Racing et Team Moore Racing              | 360              |
| 8e         | Logan Gomez        | États-Unis       | Guthrie Racing                               | 358              |
| 9e         | James Davison      | Australie        | Sam Schmidt Motorsports                      | 333              |
| 10e        | Sean Guthrie       | États-Unis       | Guthrie Racing                               | 322              |
| 11e        | Brent Sherman      | États-Unis       | Panther Racing                               | 300              |
| 12e        | Bobby Wilson       | États-Unis       | Team E et Panther Racing                     | 288              |
| 13e        | Jeff Simmons (en)  | États-Unis       | Team Moore Racing                            | 285              |
| 14e        | Cyndie Allemann    | Suisse           | American Spirit Racing                       | 250              |
| 15e        | Andrew Prendeville | États-Unis       | RLR Andersen Racing                          | 247              |
| 16e        | Robbie Pecorari    | États-Unis       | Guthrie Racing                               | 235              |
| 17e        | Franck Perera      | France           | Guthrie Racing                               | 220              |
| 18e        | Jonny Reid         | Nouvelle-Zélande | Sam Schmidt Motorsports                      | 186              |
| 19e        | Wade Cunningham    | Nouvelle-Zélande | Brian Stewart Racing et Alliance Motorsports | 169              |
| 20e        | Daniel Herrington  | États-Unis       | RLR Andersen Racing                          | 152              |
| 21e        | Micky Gilbert      | États-Unis       | Mile Hight Motorsports et Guthrie Racing     | 140              |
| 22e        | Chris Festa        | États-Unis       | Alliance Motorsports                         | 119              |
| 23e        | Mitch Cunningham   | Nouvelle-Zélande | Brian Stewart Racing                         | 118              |
| 24e        | Mark Olson         | États-Unis       | Michael Crawford Motorsports                 | 105              |
| 25e        | Al Unser III       | États-Unis       | Playa del Racing                             | 102              |
| 26e        | Juan Manuel Polar  | Pérou            | Guthrie Racing                               | 100              |
| 27e        | Jonathan Klein     | États-Unis       | Team Moore Racing                            | 86               |
| 28e        | Marc Williams      | Nouvelle-Zélande | Brian Stewart Racing et Alliance Motorsports | 78               |
| 29e        | Mike Potekhen      | États-Unis       | SWE Racing                                   | 78               |
| 30e        | Christina Orr      | Nouvelle-Zélande | Alliance Motorsports                         | 45               |
| 31e        | Nathan Freke       | Royaume-Uni      | Michael Crawford Motorsports                 | 44               |
| 32e        | Matt Lee           | États-Unis       | Guthrie Racing                               | 38               |
| 33e        | Tom Dyer           | États-Unis       | Michael Crawford Motorsports                 | 32               |
| 34e        | Tom Wieringa       | États-Unis       | Guthrie Racing                               | 32               |
| 35e        | Jake Slotten       | États-Unis       | Michael Crawford Motorsports                 | 31               |
| 36e        | Jon Brownson       | États-Unis       | Sam Schmidt Motorsports                      | 23               |
| 37e        | Travis Gregg       | États-Unis       | Sam Schmidt Motorsport                       | 15               |
| 37e        | Brandon Wagner     | États-Unis       | Alliance/Wagner Motorsports                  | 15               |
| 39e        | P. J. Abbott       | États-Unis       | Michael Crawford Motorsports                 | 11               |
| 40e        | C. R. Crews        | États-Unis       | Michael Crawford Motorsports                 | 10               |